# Јазавац пред судом
Јазавац пред судом је приповетка коју је написао Петар Кочић. Ово дело Кочић је написао у Бечу док је био студент. Дело „Јазавац пред судом“ је написао 1903. године, а објавио га у својој другој књизи „С планине и испод планине“ (Загреб, 1904). Приповетку је Кочић касније прерадио у драму једночинку.
Према изјави друга Петра Кочића — Симе Ераковића, „Јазавац пред судом“ је настао за једну ноћ.
Главни лик у приповеци је Давид Штрбац који доводи јазавца пред суд и тужи га за штету нанету на њиви. Сем њега од ликова се појављују и судија, писар и доктор.
Према овом делу је 1988. настао и филм „Јазавац пред судом“.